# Agriculture tropicale
 (septembre 2010).
Si vous disposez d'ouvrages ou d'articles de référence ou si vous connaissez des sites web de qualité traitant du thème abordé ici, merci de compléter l'article en donnant les références utiles à sa vérifiabilité et en les liant à la section « Notes et références ».
L'agriculture tropicale est l'ensemble des techniques agricoles permettant de cultiver une aire géographique en milieu tropical.
En raison de ses spécificités, la plupart des techniques agricoles issues des zones tempérées ne sont pas appropriées aux zones tropicales. Elles se situent en général sur des îles telle que La Réunion, la Martinique, la Guadeloupe ou encore Mayotte.

## Contraintes majeures

### Entomofaune
En raison d'hivers doux, sans gel, sans neige, sans glace : de sorte que la population d'insectes fleurit toute l'année. 
Dans les régions tempérées, l'hiver élimine les insectes parasites et phytophages avant l'émergence des nouvelles cultures. Ainsi, les plantes de printemps ont le temps de se développer avant d'être attaquées. À l'inverse, sous les tropiques, les plantes germent et entrent dans un environnement où la population d'insectes adultes est déjà importante.

### Cultures allochtones
La plupart des plantes cultivées actuellement dans les pays en voie de développement sont des cultures importées d'Europe et d'Amérique du Nord (blé, maïs, ...), voire d'Asie (riz).
Ces cultures ne sont donc pas adaptées au nouvel environnement tropical (type de sols, climat, insectes, maladies virales et bactériennes...) ce qui implique une baisse des rendements et une plus forte vulnérabilité face aux ravageurs.

### Sols acides
Les sols dans les zones tropicales humides sont normalement très acides et pauvres en éléments nutritifs. La décomposition des végétaux est rapide en raison des températures élevées et de la forte humidité, et souvent de l'excès des pluies. 
Les pluies, de mousson en particulier, conduisent à un lessivage rapide des éléments nutritifs et à l'érosion chimique du sol. Le compostage semble actuellement une possibilité pour l'amélioration des sols tropicaux.
L'aluminium est un élément commun des sols de la planète. À l'état soluble et en milieu acide, il est hautement toxique pour les végétaux, car il inhibe la croissance des racines, alors que dans un milieu neutre et alcalin, il est sous forme insoluble et donc inerte (cas des sols en climat tempéré). 
On estime que 30 % des sols tropicaux sont trop acides pour soutenir des cultures vivrières traditionnelles. 
Traditionnellement la toxicité de l'aluminium est contrecarrée par l'ajout de chaux dans le sol, ce qui neutralise l'acidité du sol et rend inerte l'aluminium. 
Toutefois, de nombreux détenteurs de petites parcelles et les agriculteurs pauvres ne peuvent se procurer de la chaux sans grand frais, et préfèrent la méthode sur brûlis : la cendre étant calco-alcaline.

### Salinisation
La salinisation se produit naturellement dans les zones arides où le déficit des précipitations ne peut laver les sols. L'irrigation aggrave encore la situation, puisque les eaux de surface et souterraines contiennent plus de sels minéraux que l'eau de pluie. Les sels minéraux ont tendance à s'accumuler dans le sol, jusqu'à devenir toxiques pour les plantes.